# Frankensteins Monster

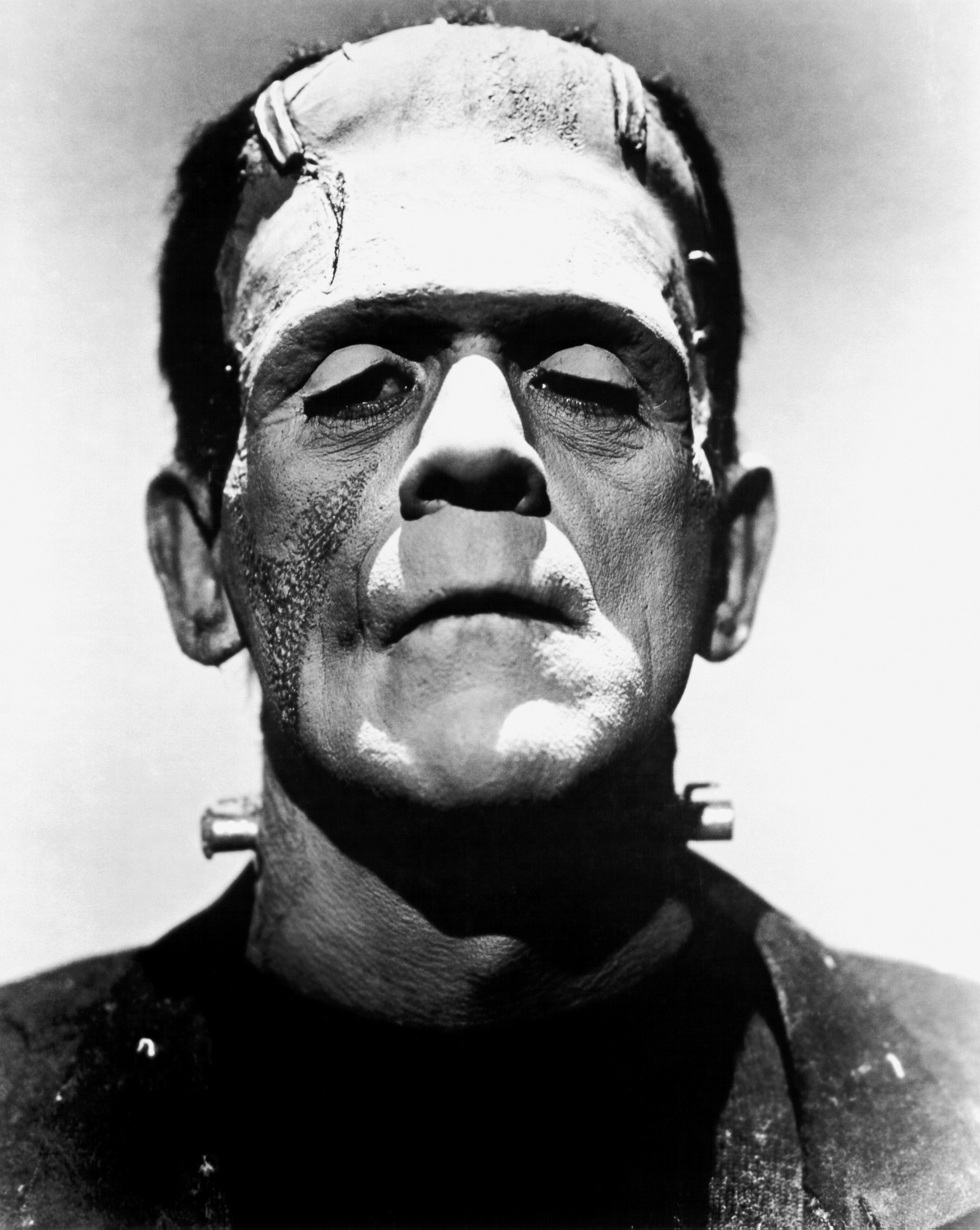
Boris Karloff als Frankensteins Monster in Frankensteins Braut (1935) in einer Variation der klassischen Filmversion von 1931 mit Unterstützung des Maskenbildners Jack Pierce.

Frankensteins Monster, oft nur Frankenstein genannt, ist eine Hauptfigur aus dem 1818 erschienenen Roman Frankenstein von Mary Shelley (1797–1851) und eines der bekanntesten Monster der Filmgeschichte.
In Shelleys Schauerroman erschafft Victor Frankenstein die Kreatur in seinem Labor nach einer von ihm entdeckten, aber ungeklärten, wissenschaftlichen Methode. Shelley beschreibt das Monster als 240 cm groß, intelligent und emotional. Das Monster versucht sich aufgrund seines Erscheinens erfolglos in die menschliche Gesellschaft einzureihen, was es dazu veranlasst, sich an seinem Schöpfer zu rächen.
Frankensteins Monster ist in der Populärkultur zu einer Ikone geworden, die in Filmen, Fernsehserien, Merchandising-Artikeln und Videospielen auftaucht. Die bekanntesten Versionen sind die Filmdarstellungen von Boris Karloff in dem Film Frankenstein von 1931, der Fortsetzung Frankensteins Braut von 1935 und der Fortsetzung Frankensteins Sohn von 1939.

## Werdegang nach Shelley

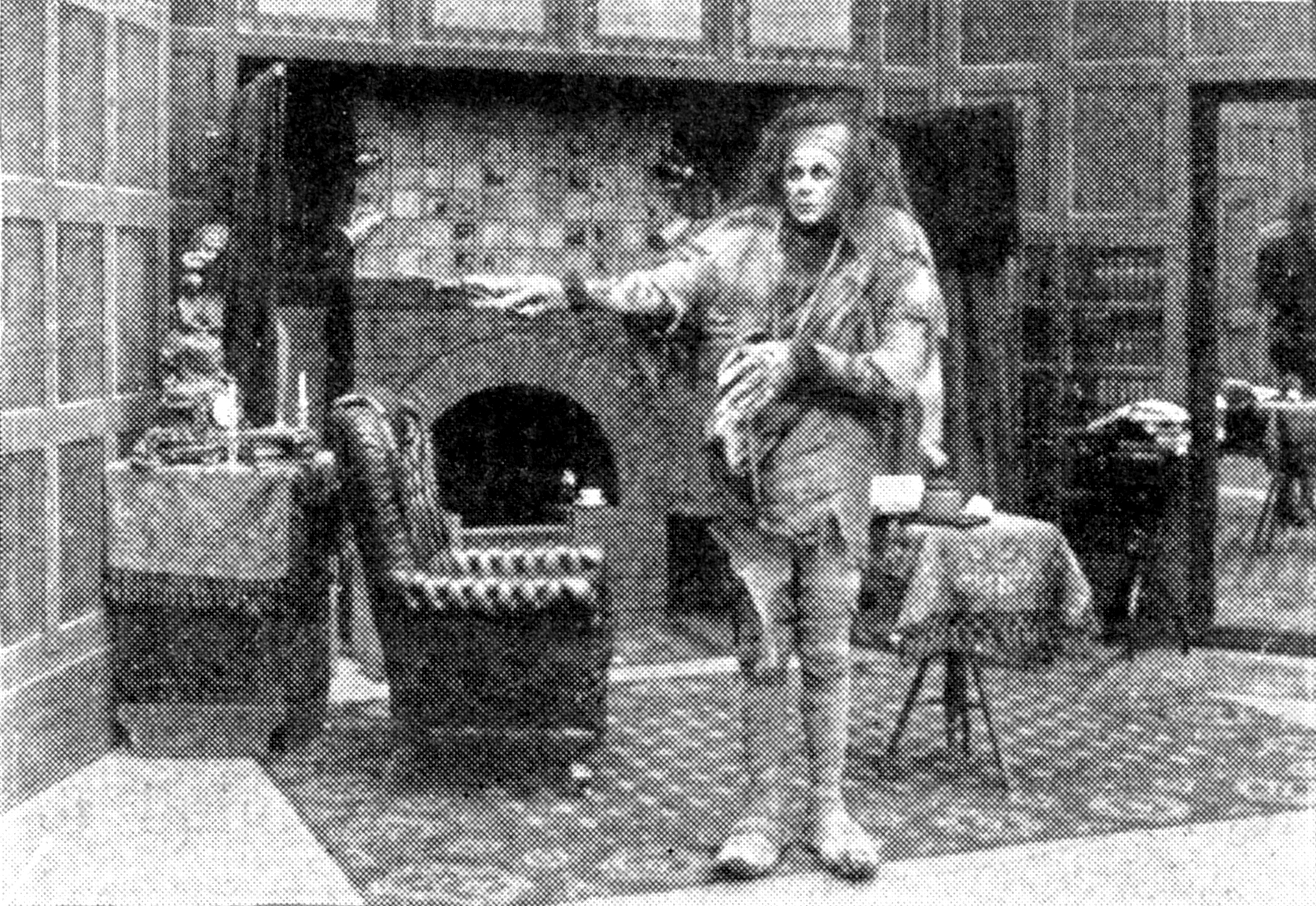
Charles Stanton Ogle in der Filmversion 1910.

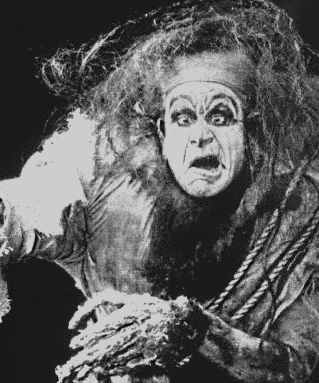
Close-up von Charles Ogle als Frankensteins Monster in Thomas Edison’s Frankenstein (1910)

Victor Frankenstein erschafft die Kreatur über einen Zeitraum von zwei Jahren auf dem Dachboden seiner Ingolstädter Pension, nachdem er ein wissenschaftliches Prinzip entdeckt hat, das es ihm ermöglicht, Leben aus unbelebter Materie zu schaffen. Frankenstein ist jedoch von seiner Schöpfung angewidert und flieht entsetzt vor ihr. Verängstigt und sich seiner eigenen Identität nicht bewusst, wandert das Monster durch die Wildnis.
Es findet Zuflucht in einer abgelegenen Hütte, die von einem älteren, blinden Mann und seinen beiden Kindern bewohnt wird. Durch Belauschen macht sich die Kreatur mit ihrem Leben vertraut und lernt zu sprechen, wodurch sie zu einem wortgewandten, gebildeten und gut erzogenen Menschen wird. Zur selben Zeit findet sie Frankensteins Tagebuch in der Tasche einer Jacke, die sie aus dem Labor mitnahm, und erfährt, wie sie erschaffen wurde. Die Kreatur stellt sich schließlich dem blinden Vater der Familie vor, der sie freundlich behandelt. Als der Rest der Familie zurückkehrt, fürchten diese sich jedoch vor ihm und vertreiben ihn. Wütend empfindet die Kreatur die Menschen als ihre Feinde und beginnt, ihren Schöpfer zu hassen, weil er sie im Stich gelassen hat. Obwohl sie Frankenstein verachtet, macht sie sich auf die Suche nach ihm, weil sie glaubt, dass er der einzige ist, der ihr helfen kann. Auf seiner Reise rettet die Kreatur ein junges Mädchen aus einem Fluss, wird aber vom Vater des Kindes in die Schulter geschossen, weil er glaubt, die Kreatur wolle seinem Kind etwas antun. Wütend über diesen letzten Akt der Grausamkeit schwört das Wesen, für das ihm zugefügte Leid, Rache an den Menschen. Er sucht vor allem Rache an seinem Schöpfer, der ihn in einer Welt allein gelassen hat, in der er gehasst wird. Mit Hilfe der Informationen in Frankensteins Notizen beschließt die Kreatur, ihn zu finden.
Das Monster tötet Victors jüngeren Bruder William, als es von der Beziehung des Jungen zu seinem Schöpfer erfährt, und stellt Justine Moritz, eine junge Frau, die bei den Frankensteins lebt, als Täterin dar, welche darauf hingerichtet wird. Als Frankenstein sich in die Alpen zurückzieht, nähert sich ihm das Monster auf dem Gipfel, berichtet von seinen Erfahrungen und bittet seinen Schöpfer, ihm eine Gefährtin zu bauen. Im Gegenzug verspricht es, mit seiner Gefährtin zu verschwinden und die Menschheit nie wieder zu belästigen, droht aber, alles zu zerstören, was Frankenstein lieb und teuer ist, sollte er versagen oder sich weigern. Frankenstein willigt ein und erschafft schließlich auf einer abgelegenen Insel in Orkney eine weibliche Kreatur, ist aber entsetzt über die plötzliche Möglichkeit, eine Rasse von Monstern erschaffen zu haben und zerstört die weibliche Kreatur, bevor sie vollendet ist. Entsetzt und wütend taucht die Kreatur sofort auf und gibt Frankenstein eine letzte Drohung mit auf den Weg: „Ich werde in deiner Hochzeitsnacht bei dir sein.“
Nachdem die Kreatur ihren Schöpfer verlassen hat, tötet sie Victors besten Freund Henry Clerval und später auch Frankensteins Braut Elizabeth Lavenza in der Hochzeitsnacht, woraufhin Frankensteins Vater vor Kummer stirbt. Frankenstein, dem nichts als Rache bleibt, widmet sich der Zerstörung seiner Schöpfung, und die Kreatur stachelt ihn dazu an, ihn nach Norden, durch Skandinavien und nach Russland zu verfolgen, wobei sie ihm den ganzen Weg über immer einen Schritt voraus bleibt.
Als sie den Polarkreis erreichen und über das Packeis des Arktischen Ozeans reisen, nähert sich Frankenstein, der an schwerer Erschöpfung und Unterkühlung leidet, der Kreatur bis auf eine Meile, wird aber von ihr getrennt, als das Eis, über das sie reisen, bricht. Ein Schiff, das die Region erkundet, stößt auf den sterbenden Frankenstein, der dem Kapitän des Schiffes, Robert Walton, seine Geschichte erzählt. Als das Monster später an Bord des Schiffes kommt und Frankenstein tot auffindet, wird es von Trauer überwältigt und schwört, sich am „nördlichsten Ende der Welt“ zu verbrennen. Danach verschwindet es und wird nie wieder gesehen.

## Aussehen
Shelley beschrieb Frankensteins Monster als eine 2,4 m große Kreatur der grässlichen Kontraste:

„His limbs were in proportion, and I had selected his features as beautiful. Beautiful! Great God! His yellow skin scarcely covered the work of muscles and arteries beneath; his hair was of a lustrous black, and flowing; his teeth of a pearly whiteness; but these luxuriances only formed a more horrid contrast with his watery eyes, that seemed almost of the same colour as the dun-white sockets in which they were set, his shrivelled complexion and straight black lips.“

„Seine Gliedmaßen waren wohlproportioniert und ich hatte seine Gesichtszüge schön gewählt. Wunderschön! Großer Gott! Seine gelbe Haut bedeckte gerade noch das Werk der Muskeln und Adern darunter; sein Haar war von glänzendem Schwarz und fließend; seine Zähne von perlendem Weiß; aber diese Pracht bildete nur einen noch schrecklicheren Kontrast zu seinen wässrigen Augen, die fast dieselbe Farbe zu haben schienen wie die graubraunen Höhlen, in denen sie steckten, zu seinem schrumpeligen Teint und den geraden schwarzen Lippen.“

Ein Bild der Kreatur erschien in der Ausgabe von 1831. Frühe Bühnendarstellungen kleideten ihn in eine Toga, die ebenso wie die Haut des Ungeheuers blassblau schattiert war. Das ganze 19. Jahrhundert hindurch blieb das Bild des Ungeheuers je nach Künstler veränderlich.

## Charakter
Shelley beschreibt die Kreatur als einen sensiblen, gefühlsbetonten Menschen, dessen einziges Ziel es ist, sein Leben mit einem anderen empfindungsfähigen Wesen zu teilen, das so ist wie er.
Von Anfang an wird die Kreatur von allen, denen sie begegnet, abgelehnt. Vom Moment seiner „Geburt“ an wird ihm klar, dass sogar sein eigener Schöpfer seinen Anblick nicht ertragen kann. Als er sein eigenes Spiegelbild sieht, stellt er fest, dass auch er sich von seinem Aussehen abgestoßen fühlt. Sein größter Wunsch ist es, Liebe und Akzeptanz zu finden; doch als ihm dieser Wunsch verwehrt wird, schwört er Rache an seinem Schöpfer.
Die Kreatur ist Vegetarier. Als es zu Frankenstein spricht, sagt es ihm:

„My food is not that of man; I do not destroy the lamb and the kid to glut my appetite; acorns and berries afford me sufficient nourishment...The picture I present to you is peaceful and human.“

„Meine Nahrung ist nicht die des Menschen; ich vertilge nicht das Lamm und das Zicklein, um meinen Appetit zu stillen; Eicheln und Beeren bieten mir genügend Nahrung... Das Bild, das ich dir präsentiere, ist friedlich und menschlich.“

Im Gegensatz zu vielen Verfilmungen ist die Kreatur im Roman sehr wortgewandt und gut artikuliert. Fast unmittelbar nach seiner Erschaffung kleidet es sich selbst, und innerhalb von 11 Monaten kann es Deutsch und Französisch sprechen und lesen. Am Ende des Romans kann die Kreatur fließend Englisch sprechen. Die Van-Helsing- und Penny-Dreadful-Verfilmungen der Figur haben ähnliche Persönlichkeiten wie die literarische Vorlage, obwohl die letztere Version die einzige ist, die die gewalttätigen Reaktionen der Figur auf Ablehnung beibehält. In der Verfilmung von 1931 wird die Kreatur als stumm und bestialisch dargestellt; es wird angedeutet, dass dies darauf zurückzuführen ist, dass ihr versehentlich das „abnormale“ Gehirn eines Verbrechers eingepflanzt wurde. In der späteren Fortsetzung, Frankensteins Braut, lernt die Kreatur sprechen, wenn auch in kurzen, verkümmerten Sätzen. Seine Intelligenz scheint jedoch recht weit entwickelt zu sein, denn die wenigen Dialoge, die er spricht, lassen vermuten, dass er eine weltmüde Einstellung zum Leben und ein tiefes Verständnis für seinen unnatürlichen Zustand hat. Als er von seiner Braut zurückgewiesen wird, wird er kurzzeitig selbstmordgefährdet und unternimmt einen Selbstmordversuch, indem er das Labor, in dem er sich befindet, in die Luft sprengt. In der zweiten Fortsetzung, Frankensteins Sohn, kann sich die Kreatur wieder nicht mehr artikulieren. Nach einer Gehirntransplantation im vierten Teil von Universals Frankenstein-Filmreihe, Frankenstein kehrt wieder, spricht die Kreatur mit der Stimme und Persönlichkeit des Gehirnspenders. Dies wurde ursprünglich im Drehbuch für die fünfte Folge, Frankenstein trifft den Wolfsmenschen, fortgesetzt, aber sämtliche Dialogszenen der Kreatur wurden vor der Veröffentlichung herausgeschnitten. In späteren Fortsetzungen war die Kreatur tatsächlich stumm, obwohl sie in Abbott und Costello treffen Frankenstein den Grafen Dracula als ihren „Meister“ bezeichnet. Die Kreatur wird oft so dargestellt, als habe sie Angst vor Feuer, obwohl sie im Roman keine Angst davor hat und sogar Feuer benutzt, um sich selbst zu zerstören.